# 嘉人
小橋川 嘉人（こばしがわよしと、1982年5月25日 - ）は、日本の俳優・殺陣指導者。沖縄県那覇市出身。オスカープロモーションを経て、2022年観感KANKANに所属。
旧芸名は小橋川 よしと（こばしがわ よしと）、嘉人(よしと)

## 略歴・人物
沖縄県立小禄高等学校を卒業。15歳から上京するまでハードコアバンドのボーカルとして活動していた。2003年、俳優を志し沖縄県から上京。上京後は都内パチンコ店でアルバイトをし、生計を立てながら役者になるための情報収集として居酒屋やバーで見知らぬ客に積極的に話しかけ情報収集していた。特化する特技を持つべきだというアドバイスに感銘を受け、NHK大河ドラマの元殺陣師、故・林邦史朗の元で殺陣、アクションを学ぶ。
真剣で巻藁を試斬する、日本刀居合(刀道)も学んでいた。27歳で参加した全日本刀道連盟主催全国大会で準優勝し、昇段審査で四段を取得した。
2012年、オスカープロモーションに所属。東京を拠点に映画、舞台、ドラマと幅広く活動する。郷土愛が強く沖縄県の作品にも積極的に参加し、沖縄のご当地ヒーローであるドラマ「琉神マブヤー3(ミーチ)」（RBC 2012年・TOKYO MX2013年）に出演し新キャラクターの二フェー役を好演。スーツアクションも含めたアクションシーンも、全て本人が演じきった。
主演映画「葬儀人 アンダーテイカー」川松尚良監督（2012年）は、ゆうばりファンタスティック映画祭で上映されて以降、フライト・ナイト・フェスティバル（アメリカ）、シッチェスカタロニア映画祭（アルゼンチン）など5カ国の映画祭にて招待上映された。数々の部門で受賞、日米ソフト化された。また、漫画化も決定し「アンダーテイカー」として超漫画ゴラクより2014年8月28日発売。
ドラマ「F,E(ファーイースト)」(RBC 2013年)主演、「オキナワノコワイハナシ2014（ヲナリ）」(RBC 2014年)主演を務め、最高視聴率24.6%と快挙達成となった。
2016年6月から芸名を小橋川よしとから嘉人に改名した。
殺陣講師としても活動しており、テレビドラマや舞台等でも殺陣・技斗指導、監修で参加することもある。また、声優としても活動の幅を広げている。
2018年8月17日, TBSで放送された「爆報! THE フライデー」で交際していた女優の尾崎亜衣に公開プロポーズし、同年9月13日に入籍。
2021年12月31日にオスカープロモーションを退所した。
2022年1月からフリーランスで活動。
沖縄県出身で全国的にも人気のあるアーティスト、かりゆし58のボーカル前川真悟は中学高校の先輩で公私ともに親交がある。かりゆし58のヒット作「アンマー」の歌詞をインスパイアしたオリジナルドラマ「アンマー」（2018年、琉球放送制作）で主人公の真悟役を演じた。
お笑い芸人キャン×キャンのゆっきー、俳優の尚玄とも親交が深い。

## 出演

### テレビ・ドラマ
- 大河ドラマ「義経」（2005年、NHK）
- 金曜時代劇「秘太刀 馬の骨」（2005年、NHK）
- 大河ドラマ「功名が辻」（2006年、NHK）
- 土曜ワイド劇場「鉄道捜査官7」（2006年、テレビ朝日）
- 木曜時代劇「次郎長背負い富士」（2006年、NHK）
- 知るのを楽しむ「武士の家計簿」（2006年、NHK） - 猪山成之 役
- 金曜エンタテインメント「所轄刑事3」（2006年、フジテレビ） - 岡部マコト 役
- 千の風になって ドラマスペシャル「死ぬんじゃない! 宮本警部補が遺したもの」（2008年、フジテレビ）
- 「未来世紀シェイクスピア」 第5話〜6話（2008年、関西テレビ） - 岸尾匠 役
- 「勝利の女神」第3話（2009年、千葉テレビ） - 風俗店員 役
- 経済ドキュメンタリードラマ ルビコンの決断 「リーマンブラザーズ破綻」（2009年、テレビ東京） - 大木 役
- スペシャルドラマ「坂の上の雲」（2010年、NHK）
- BS時代劇「陽だまりの樹」（2012年、NHK BSプレミアム） - 橋本左内 役
- 水曜ミステリー9「温泉女将ふたりの事件簿」（2012年、テレビ東京）- 愛媛県警刑事 田辺大和 役
- 「琉神マブヤー（ミーチ）」（2012年、TOKYO MX、琉球放送） - ニフェー/ハブデービル 役（二役）
- 金曜プレステージ「捜査線上のアリア」（2012年、フジテレビ）
- 「積木くずし（最終章）前編、後編」（2012年、フジテレビ）
- 金曜プレステージ「堂場瞬一サスペンス 逸脱 捜査一課・澤村慶司」（2013年、フジテレビ） - 相馬 役
- 「リッチマン、プアウーマン in ニューヨーク」（2013年、フジテレビ） - 伊東佳人 役
- 沖縄時空ミステリー スペシャルドラマ「F.E ファーイースト序章」（2013年、琉球放送） - 主演
- ドラマW「鍵のない夢を見る」第三夜（2013年、WOWOW） - 卓也役
- 「オリンピックの身代金 〜1964・夏〜」（2013年、テレビ朝日)
- 金曜エンタテインメント「所轄刑事3」（2014年、フジテレビ）
- 水曜ミステリー9「刑事の証明7」（2014年、テレビ東京）
- 「オキナワノコワイハナシ 2014 ヲナリ」（2014年、琉球放送） - 主演
- 「警視庁捜査一課9係」（2014年、テレビ朝日）
- 「十津川警部 家族」（2015年、テレビ朝日）
- 「 アイムホーム 」最終話（2015年、テレビ朝日)
- 「私たちがプロポーズされないのには、101の理由があってだな。」season2 第83話（2015年、LaLaTV） - 美容院の常連客 役
- ドラマ10「破裂」第4話,第7話（2015年、NHK） - 研究員 役
- 「 琉神マブヤー5（イチチ）」第9話〜最終話（2015年、琉球放送） - ニフェ/ハブデービル 役（二役）
- オリジナルドラマ 伝染る物語〜KADOKAWA会談実話〜「豹変の山」第5話（2016年、ひかりTV 4K） - 主演
- 「 シャキーン! カッコいい大人ミニドラマ」（2016年、NHK Eテレ）
- 「琉神マブヤー3（ミーチ)」（2016年、サンテレビ） - ニフェ/ハブデービル役（二役）
- 水トク!「独占初公開!海の死闘 知られざる海上保安庁ドキュメンタリードラマ」 （2017年3月22日、TBS） - 沢村 役
- ドラマ特別企画 大沢在昌サスペンス「冬芽の人」 （2017年4月5日、テレビ東京） - 上原道治役
- にっぽん百名山スペシャル 「親子でHAPPY!百名山」ミニドラマ （2017年4月29日、NHK BSプレミアム） - 父親 役
- 松本清張没後25年特別企画　「誤差」 （2017年5月10日、テレビ東京） - 楠木 役
- Amazonプライム・ビデオ 「フェイス-サイバー犯罪特捜班-」 （2017年7月11日～、Amazonプライム・ビデオ） - 3話 鮫島 役
- 「オキナワノコワイハナシ2017 うた」（2017年8月16日、琉球放送） - タカシ 役
- 「カンナさーん!」 第6話（2017年8月22日、TBS） -パパ役
- 「世界の国境を歩いてみたら…（アルゼンチン×ボリビア）（2018年4月6日~BS11） - 国境ハンター レギュラー
- 「闘牛戦士ワイドー」（2018年6月~琉球放送） - ユカリ号 役（声)
- JNN九州沖縄共同企画ドラマ「アンマー」（2018年8月5日 琉球放送、RKB、NBC、RKK、OBS、MRT、MBC） - 主演
- スペシャルドラマ「太陽を愛したひと~1964あの日のパラリンピック~」（2018年8月22日、NHK総合)
- 「オキナワノコワイハナシ2018 FOUR」（2018年9月7日、琉球放送） - ケイスケ役
- オトナの土ドラ「さくらの親子丼2」（2019年1月5日、東海テレビ） - 5話、6話ゲスト 松岡 役
- 月曜名作劇場ドラマ「警視庁SP特命係」（2019年3月4日、TBS） - 横田修一 役
- 「闘牛戦士ワイドー2」（2019年7月6日~10月5日（レギュラー）、琉球放送） - カブラーガルキラー 役（声）
- 池上彰の現代史を歩く「同爺丸はなぜ沈んだのか」（2019年8月25日、テレビ東京）
- 「エイサーどんどん」（2021年2月13日、沖縄放送） - 主演(小波津正光とダブル主演)
- 大河ドラマ「青天を衝け」（2021年、15話16話、NHK）- 江幡広光役
- 「オキナワンヒーローズ」（2022年4月27日〜(レギュラー)、沖縄テレビ） - カブラーガルキラー(声)役
- 大河ドラマ「どうする家康」（2023年、32話、NHK）- 堀秀政役

### ラジオ
- ラジオドラマ「東京レコーディングスタジオ物語」（2007年） - 主演
- ハイサイ！立川志ぃさーの「ヤマトde沖縄タイム」（2014年） - ゲスト
- 渋谷Cross FM「渋谷女子企画」（2016年） - ゲスト
- 木場レインボータウン FM「Buzz UP」MC レノ聡×木村昴（2017年） - ゲスト
- 渋谷Cross FM「渋谷女子企画」（2018年） - ゲスト

### 映画
- Primrose（2006年,東葛国際映画祭・深谷国際映画祭グランプリ受賞、たかひろや監督、ショートフィルム） - 主演
- 黒振袖を着る日（2006年,山梨映画祭上映・東京ラブストーリー映画祭上映、柴山健次監督）
- パラ族 パラパラじゃないか（2006年,安藤光造監督）
- パッチギ! LOVE&PEACE（2006年,井筒和幸監督）
- HANA 天使の人形（2007年,山本暁監督）
- ICHI（2007年,曽利文彦監督）
- はーもにか（2007年,たかひろや監督）
- 真夏のオリオン（2008年,篠原哲雄監督）
- プライド（2008年,金子修介監督）
- サチコの場合（2008年,片岡明日香監督） - 主演
- パパ免許（2009年,北見敏之監督 ショートフィルム） - 主演
- Poors（2009年、安藤光造監督）
- 結び目（2009年、小沼雄一監督）
- 十三人の刺客（2009年、三池崇史監督）
- 君の好きなうた（2009年、柴山健次監督）
- 遊星ボイド（2010年、瀬戸慎吾監督 ショートフィルム）次男 役
- 今日、恋をはじめます（2012年、古澤健監督）
- 葬儀人〜アンダーテイカー〜（2012年、川松尚良監督） - 主演
- 元気屋の戯言（2012年、上原源太監督）
- ダイヤモンド（2013年、本間利幸監督）
- 万能鑑定士Q -モナ・リザの瞳-（2014年、佐藤信介監督）
- Zゼット〜狂気と天使〜（2014年、土岐洋介監督） - 森本 役
- ヲナリ（2014年、小津安二郎記念映画祭入賞作品、後藤聡監督） - 主演
- ぼくたちは上手にゆっくりできない。（2015年、（花火カフェ）桜井亜美監督、） -店員 役
- 神人 ザンの末裔（2016年、第8回沖縄国際映画祭 特別招待作品、又吉安則監督） - イサトゥー 役
- 鬼月（2017年、岸本司監督） - リクオ役
- FOUR（2018年、山形国際映画祭 YMF2018ショートフィルム、たかひろや監督） - ケイスケ 役
- 遠い時間、月の明かり（2018年、ShortShorts Film Festival2018 Award Ceremony 特別上映作品、岸本司監督） - 弟 役
- Diner ダイナー（2019年、蜷川実花監督）
- エイサーどんどん（2021年、沖縄国際映画祭上映作品、岸本司監督） -主演(小波津正光とダブル主演)
- 夢の残像（2021年、沖縄国際映画祭 特別招待作品、岸本司監督） -主演
- 今はちょっと、ついてないだけ（2022年、柴山健次監督） 撮影クルー役

### 舞台
- No pain no gain（2007年、劇団 TEAM JAPAN SPEC VO.10、新宿スペース107、演出：川野芳徳）- 細美タケシ
- 幸せになりたい（2008年、劇団コーンフレークス、シアターブラッツ、演出：松井カズユキ） - 石橋 役
- ホームルームで、と彼は言った。（2008年、劇団野良犬弾、池袋シアターグリーン BIG TREE THEATRE、演出：入江悠）- 御手洗清 役
- 博士と太郎の異常な愛情。（2008年、劇団コーンフレークス、東京芸術劇場小ホール2、演出：堀江慶）- 飯田橋 役
- 焼肉タンゴ。（2008年、セブンスアイ・プランニングプロデュース公演、めぐろパーシモンホール、演出：荒木太郎）- 金村 役
- イエスタデイズ・ヒーロー（2011年、スパンクユアモンキーズ旗揚げ公演、D-倉庫、演出：最所ユウキ）- 主演
- 金曜日が止まらない。（2011年、パップコーンシアター第三回公演、高田馬場ラビネスト、演出：安井順平）- 灰谷 役
- 更地9（2013年、大森プロデュース、下北沢シアター711、演出：大森博）
- バンクバンレッスン（2013年、赤坂元気劇場、演出：原将明）- 西条 役
- 五稜郭残党伝（2014年、六本木俳優座劇場、演出：高橋征男）- シルンケ 役
- SONG OF SOULS～慶長幻魔戦記～（2014年、KAAT神奈川芸術劇場、演出：上島雪夫）- 半二 役
- SONG OF SOULS ～慶長幻魔戦記～（2014年、梅田芸術劇場シアタードラマシティー、演出：上島雪夫）- 半二 役
- シュレディンガーの猫たち（2015年、激嬢ユニットバス、新宿サンモールスタジオ、演出：大森博） - ゲスト
- 雑魚レストラン（2015年、スタジオQ、麻布区民センター、演出：高畠久） - 主演
- Angel（2016年7月9日～7月11日、黒田アーサー座長朗読劇、D-LIGHT、演出：新田哲嗣） - 絹畑廉 役
- FRAG〜新撰組 Symphony of Destruction〜（2016年7月28日～7月31日、D`TOT 6th act、六行会ホール、演出：桃原秀寿）- 土方歳三 役
- 縁～むかしなじみ～（2016年9月11日～9月25日、東宝制作、日比谷シアタークリエ、演出：大森博） - 土屋 役
- 縁～むかしなじみ～（2016年9月29日～10月3日、東宝制作、大阪サンケイホールブリーゼ、演出：大森博）- 土屋 役
- 縁～むかしなじみ～（2016年10月9日～10月11日、東宝制作、名古屋市公会堂 大ホール、演出：大森博）- 土屋 役
- 更地SELECT～SAKURA～（2017年4月4日～4月9日、大森カンパニープロデュース、下北沢小劇場B1、演出：大森博）
- おしゃぶり。～耳を傾けても届かない物語～（2017年8月30日～9月3日、劇団山本屋、キンケロシアター、演出：山本タク）- 主演
- いざなひ（2017年12月13日～12月20日、大森カンパニープロデュース、下北沢小劇場B1、演出：大森博）- ヒロト 役
- GUNS All or Nothing（2018年10月16日～10月21日、築地ブティストホール、演出：加納健詞）- 舞浜 役
- あじさい（2019年2月20日～2月24日、大森カンパニープロデュース、本多劇場、演出：大森博）- 後藤 役
- FLAME～ホシの導きとトキの哀しみ～（2019年3月28日～3月31日、＋new company、吉祥寺シアター、演出：金井麻衣子）- パイロ 役
- プリラジ～Prison Radio～（2019年6月26日～6月30日、UCマーケティング、築地ブティストホール、演出：榊原仁）- 金線 役
- かもめ（2019年8月16日、サントミューゼ大ホール、演出：マキノノゾミ）- トレープレフ 役
- ネムリメグル（2019年9月11日～9月16日、平熱43度、ワーサルシアター、演出：桃原秀寿）- 主演
- 戦国絵巻～相馬野馬追 恋の行方～（2020年2月28日～2月29日、Yプロジェクト、大和田伝承ホール、演出 青木ひとみ)- 主演
- 役者の証（2020年8月8日～8月10日,浅草九劇、作・演出 三浦大輔）- 本人 役
- 女は女で、女である（2021年12月25日～12月27日,テアトロジージャン、作・演出 美玖空）- 雄馬役、ホスト役

### CM
- カラオケUGA「侍編」（2006年）
- NTTドコモ（2006年）
- From Aナビ「横浜でもっといいバイト探すなら編」（2007年） - ナレーション
- From Aナビ「バイトをライブしよう編」（2007年） - ナレーション
- 大塚食品「ReSORAの玄米おかゆ」（WEB CM）（2008年）
- アサヒ飲料「三ツ矢サイダー」（2013年）
- タカラ酒造「松竹梅」（2016年）
- オリオンビール「オリオンサザンスター麦の味わい」メイン（2020年）

### テレビアニメ
- 火ノ丸相撲（2018年 - 2019年）[1] 真田勇気 役

### その他
- 怪談ナイトイベント 阿佐ヶ谷ロフトワン（朗読）(2014年)
- CR 稲川淳二 ショートムービー「かくれんぼ」 主役 (2014年)
- 「沖縄BON!」ゲスト RBC（2014年)
- 「月刊アームズマガジン」(2015年12月号)
- 「渋谷・イン・ワンダーランド」朝劇イベント 朝劇渋谷（2015年)
- 「下北LOVER」朝劇イベントゲスト 朝劇下北沢（2015年)
- 「朝が起きたら」朝劇イベントゲスト 朝劇下北沢（2015年)
- 「体験!発見!イーハトーブいわて暮らし」岩手テレビ（2016年）
- 「金曜日のゆうわく」RBC（2016年)
- 「第8回島ぜんぶでおーきなわ祭 沖縄国際映画祭」（2016年4月)
- 「CChannel 囚われのパルマ」動画配信（2017年1月)
- 「バトル・コンプレックス」朝劇イベント 朝劇渋谷（2017年1月～)
- 「真夜中のおバカ騒ぎ」ゲスト 千葉テレビ、TOKYO MX（2017年6月8日、6月10日)
- オトナの土ドラ「さくらの親子丼2」（2019年、東海テレビ）アクション指導・監修
- 舞台「監獄REQUIEM」（2021年2月3日～2月7日、新宿村LIVE、）アクション指導、殺陣師として参加